# Пароксизм (медицина)
Парокси́зм (пароксимальные явления; от др.-греч. παροξυσμός — возбуждение, раздражение, острый приступ болезни) — внезапное обострение болезни, приступ боли, сердцебиения, кашля, лихорадки и прочие проявления.
В бытовом обиходе термин иногда используется при кратковременных эмоциональных вспышках (гнева, отчаяния, смеха). Приступ пароксизма близок с понятием "криз", но отличается от него меньшей продолжительностью.

## Описание
Усиление какого-либо болезненного припадка (лихорадка, боли, одышка) до наивысшей степени; иногда этим словом обозначают также периодически возвращающиеся приступы болезни, например болотной лихорадки,
подагры. Пароксизмы отражают наличие дисфункции вегетативной нервной системы и могут быть проявлением ряда заболеваний. Наиболее частая причина их — неврозы. На втором месте стоят органические (обычно не грубые) поражения мозга: гипоталамические расстройства, стволовые (особенно дисфункция вестибулярных систем). Нередко кризы сопровождают приступы височной эпилепсии, мигрень. Могут возникать они и на фоне выраженной аллергии. Церебральные вегетативные пароксизмы следует дифференцировать от первичного поражения эндокринных желёз. Так, для феохромоцитомы характерны симпатико-адреналовые пароксизмы, а для инсуломы — ваго-инсулярные. Необходимы и исследования экскреции катехоламинов, гликемического профиля. Контрастное обследование забрюшинной области (аортография, пневморен) позволяет отдифференцировать эти состояния.
Лечение прежде всего причинное. Нормализация эмоциональных расстройств, десенсибилизация, снижение вестибулярной возбудимости. При применении вегетотропных средств следует ориентироваться на характер вегетативного тонуса в межкризовом периоде: симпатолитические средства при напряжении симпатической системы (аминазин, ганглиоблокаторы, производные эрготамина), холинолитические средства при усилении парасимпатических проявлений (амизил, препараты атропинового ряда). В случае амфотропных сдвигов — комбинированные средства: беллоид, белласпон. В период приступа — успокаивающие, транквилизирующие препараты, мышечная релаксация, глубокое замедленное дыхание и симптоматические препараты (при симпатико-адреналовых кризах — дибазол, папаверин, аминазин, при ваго-инсулярных — кофеин, кордиамин).
Вегетативно-сосудистые пароксизмы начинаются либо с головной боли, либо с боли в области сердца и сердцебиения, покраснения лица. Поднимается кровяное давление, учащается пульс, повышается температура тела, начинается озноб. Иногда возникает беспричинный страх. В других случаях наступает общая слабость, появляются головокружение, потемнение в глазах, потливость, тошнота, снижается кровяное давление, урежается пульс. Приступы длятся от нескольких минут до 2—3 часов и у многих проходят без лечения. При обострении вегетососудистой дистонии кисти и стопы становятся багрово-синюшными, влажными, холодными. Участки побледнения на этом фоне придают коже мраморный вид. В пальцах появляются онемение, ощущение ползания мурашек, покалывание, а иногда боли. Повышается чувствительность к холоду, руки и ноги сильно бледнеют, иногда пальцы становятся одутловатыми, особенно при длительном переохлаждении кистей или стоп. Переутомление и волнение вызывают учащение приступов. После приступа на несколько дней может остаться чувство разбитости и общего недомогания.
Одной из форм вегетососудистых пароксизмов является обморок. При обмороке внезапно темнеет в глазах, бледнеет лицо, наступает сильная слабость. Человек теряет сознание и падает. Судорог обычно не бывает. В положении лёжа обморок проходит быстрее, этому способствует также вдыхание через нос нашатырного спирта.

## Использование термина в культуре
Владимир Даль: "Пароксизм - приступ, припадок болезни или // сильной страсти ("Пароксизм лихорадки у него через день. Он в пароксизме исступления").
Из архива братьев Тургеневых: «Сделай милость, мой милый друг, не огорчайся этим. Это был только минутный пароксизм». Из писем Белинского: «В комнату я воротился в пароксизме сильной лихорадки». У Н. Полевого ("Взгляд на русскую литературу...", 1840): «...нынешнее состояние нашей литературы... есть последний кризис и пароксизм нашей чужеземной литературной лихорадки». В письме Н. М. Карамзина П. А. Вяземскому (1821 г.): «Экономьте, платите долги, а там, если пароксизм либерализма пройдет, выбирайте службу и место!». У Лажечникова ("Внучка панцирного боярина", 1899): «Не перечтешь несчастий от сущей безделицы, от того, что иной с высоты своей поленился выслушать внимательно просителя, другой пугнул его в пароксизме воеводского нетерпения». У Стругацких («Град обреченный»): "Страшное жёлтое марево сгущается в воздухе, и на людей нападает безумие, и они уничтожают друг друга в пароксизме ненависти". У А. Дружинина ("Полинька Сакс"): "Страсть моя, достигнув крайнего своего предела, разразилась пароксизмом невероятной силы. Я плакал первый раз перед человеческим лицом". У В. Пелевина ("S.N.U.F.F."): «Это будет пароксизм невыразимого сладострастия. Ты выйдешь за пределы разрешенного природой».